# Szenczi Molnár Albert
Szenczi Molnár Albert (Szenc, 1574. augusztus 30. – Kolozsvár, 1634. január 17.) magyar református lelkész, nyelvtudós, filozófus, zsoltárköltő, egyházi író, műfordító. Munkásságának egyik nagy elismerése, hogy arról dicsérettel emlékezett meg Pázmány Péter esztergomi érsek, bíboros, a magyarországi ellenreformáció vezető alakja.
Életének javát külföldön élte le (Wittenberg, Strassburg, Heidelberg, Altdorf, Marburg és Oppenheim). Olyan európai hírű tudósokat tudhatott barátainak, mint Johannes Kepler és Martin Opitz. Műveinek többsége külföldön született, tevékenységét mégis hazája javára fejtette ki. Barátait idézve egyik levelében, ezt írta:
Azt mondják ugyanis mind és erősítik, hogy egyetlen szótár kibocsátásával, amit a deákság egész Magyarországon szomjúhozik, többet csinálhatok mind az egész hazának, mintha egyik helységében több évig tanítom az ifjúságot avagy az egyházközséget.
Úttörő jelentőségű latin szótára átdolgozásokkal a 19. század közepéig használatban volt; sok irodalmi, tudományos műszónak nála olvasható első magyar nyelvű meghatározása. Latin nyelvű magyar nyelvtanát a 18. századig kézikönyvként használták, ezáltal – a tudománytörténeti jelentőségen túlmenően – nagyban hozzájárult a magyar nyelvhasználat és helyesírás egységesüléséhez. A református magyarság számára számos zsoltárfordítása, a Károlyi-biblia javított kiadása, Kálvin Institutiójának és a heidelbergi káté fordítása máig élő hagyaték. Kiemelkedő hatást gyakorolt a magyar irodalmi nyelv és a magyar verselés fejlődésére. Ugyanakkor latinul is virtuóz módon verselt.

## Életpályája
Dédapja Székelyföldről származott, és Hunyadi Mátyás katonájaként Nápoly ostrománál harcolt, majd Pozsony vármegyében telepedett meg. Fiát a foglalkozása után Molitorisnak, azaz Molnárnak nevezték, és ezt a nevet viselte unokája, azaz Szenczi Molnár Albert apja is, aki Szenc mezővárosban élő faragómolnár volt. Albert születésekor az apa még jó módnak örvendett, később azonban elszegényedett, 1603-ban bekövetkezett halála után a család nyomorban élt.
Molnár Albert szülővárosában kezdte tanulmányait 1584. szeptember 7-én. Édesanyja 1585. december 4-én bekövetkezett halála után, 1586-ban öt hónapig Győrben, 1587-től másfél évig Göncön, 1588-tól 1590 nyaráig Debrecenben tanult. Göncön Károlyi Gáspár környezetében tanúja lehetett a Vizsolyi Biblia fordításának és kinyomtatásának, Debrecenben Csorba István volt a tanítómestere.
1590-ben előbb Kassán volt nevelő, majd november 1-jén külföldi tanulmányútra indult. Legelőször a reformáció szülővárosát, Wittenberget kereste fel, 1591 nyarán Drezdában a Szent Kereszt Gimnáziumban (Gymnasium zum Heiligen Kreuz), ősszel ismét Wittenbergben, majd 1592-ben Heidelbergben tanult. 1593. május 1-jén Strasbourgba ment, ahol fölvették a Collegium Wilhelmiticumba alumnusnak; 1595. május 21-én a bölcselet baccalaureusává avatták. 1596 nyarán Genfbe látogatott, ahol megismerkedett az idős Béza Tódorral. Visszatérve Strassburgba, folytatta tanulmányait, de még ugyanebben az évben kálvinizmusa miatt száműzték a lutheránus városból. Ekkor nagyobb utat tett Svájcba, Itáliába, és úgy tért vissza Németországba. 1596. december 4-én teológiai diákként felvették a heidelbergi Casimirianumba, és 1597. január 22-én beiratkozott az egyetemre, ahol 1599-ig tanult.
1599. október végén kilenc év külföldi vándorlás után hazatért, hogy a protestáns nemesség körében pártfogókat szerezzen. 1600-ig Szencen tartózkodott, és bejárta a Felvidéket. 1600. márciusban visszautazott Németországba, ahol több városban megfordult (Altdorf, Heidelberg, Speyer, Frankfurt). November 23-tól Herbornban tanult; bizonyítványa szerint, amelyet 1601. július 19-én Johann Piscator állított ki, szívesen látták volna az intézmény tanáraként, de erre nem volt lehetőség. 1601-ben korrektor volt Frankfurtban Johannes Saur kiadójánál, 1602-ben Ambergben házitanítóként dolgozott. 1603. január 23-án beiratkozott az altdorfi egyetemre, és ebben a Nürnberg melletti egyetemi városkában kezdte írni latin-magyar szótárát. A szótár első részét II. Rudolf császárnak ajánlotta, és a könyv megjelenésekor Prágába utazott, hogy személyesen mutassa meg az uralkodónak. Itt nagy elismerésben volt része, többek között Kepler is vendégül látta. A császár tanácsosai meg akarták nyerni a jeles fiatal tanárt a római katolikus hitnek, ezért a jutalmon felül 50 forint útiköltséggel a bécsi egyetemre küldték. A Bocskai-felkelés kitörésekor azonban visszatért a német birodalomba.

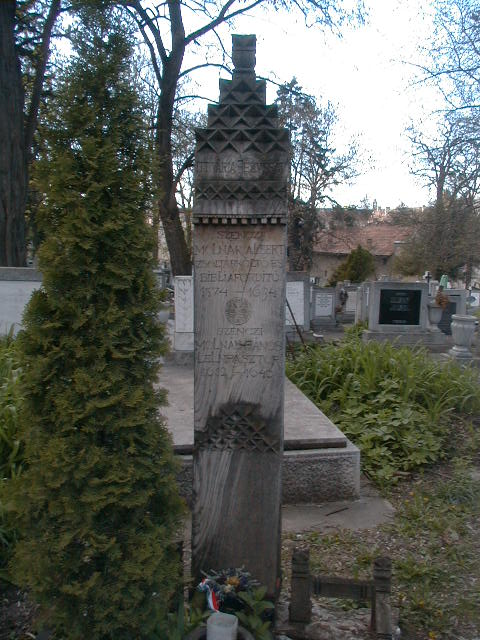
Szenczi Molnár Albert sírja Kolozsvárott, a Házsongárdi temetőben

Németországban két protestáns fejedelem, IV. Frigyes pfalzi választófejedelem és (Könyves) Móric hessen–kasseli tartománygróf volt pártfogója. Frigyes 1606-ban a heidelbergi Sapientia Collegiumban rendelt neki ellátást a tanítók asztalánál, Móric pedig 1607-től 1611-ig Marburgban saját költségén tartotta. A nagy műveltségű, magyarul is tudó Móric számára írta Szenczi latin nyelvű magyar grammatikáját (1604), amelyet 1611-ben újból kiadott görög szójegyzékkel bővítve. Szintén ebben az időszakban jelentek meg zsoltárfordításai, a Heidelbergi Kis Katechismus (1607), illetve a Károlyi-féle Biblia általa javított kiadása, a hanaui biblia (1608). 1611. október 8-án Oppenheimban feleségül vette a Luther családjából származó Ferinari Kunigundát, Conrad Vietor tanár elvált feleségét, akitől utóbb két fia és négy lánya született (1612: János Albert, 1614: Erzsébet, 1617: Mária Magdaléna, 1618: Pál, 1620: Erzsébet Kunigunda, 1623: Mária Erzsébet). Feltételezhető, hogy 1611–12-ben egy oppenheimi nyomdában vállalt korrektori állást. 1612-ben, egy héttel fiának keresztelője után feleségét és családját hátrahagyva Magyarországra utazott, ahol többek között részt vett a köveskúti zsinaton.
Egy ideig felesége szülőhelyén, Oppenheimban volt nyomdafelügyelő, majd 1613-ban családostól Magyarországra költözött, ahol előbb Szalónakon, majd gróf Batthyány Ferenc dunántúli főkapitány rohonci udvarában vállalt lelkészi hivatalt. Mivel nem sikerült itt nyomdászműhelyt alapítania, 1614-ben Komáromba hívatta meg magát lelkésznek. 1615-ben Erdélyben tisztelgett Bethlen Gábor fejedelemnél, aki a gyulafehérvári főiskola tanárává nevezte ki, de „török és tatár hírektől elrémítött gyenge, német házanépe” miatt Szenczi visszatért Németországba. Benkő Samu szerint elképzelhető, hogy ezúttal Bethlen Gábor számára teljesített diplomáciai küldetést: az erdélyi fejedelem így próbálta volna felvenni a kapcsolatot a Protestáns Unióval. V. Frigyes pfalzi választófejedelem, régi pártfogójának fia, 1615 októberében az oppenheimi Szent Sebestyén-templom kántorává, és az iskola tanárává, majd 1617. áprilisban rektorává tette. Hivatali teendőinek ellátása mellett tovább dolgozott a magyar református vallásos irodalom területén.
A harmincéves háború következtében elvesztette otthonát, ekkor a heidelbergi fejedelmi udvarban húzódott meg. A fehérhegyi csata után a várost Tilly katonái dúlták fel; kifosztották és megkínozták Szenczi Molnár Albertet is, aki ekkor Hanauba vándorolt. Itt adta ki Bethlen Gábor megbízásából Kálvin Institutio Christianae religionis című művének magyar fordítását (1624). Egy hollandiai utazás után a fejedelem újabb meghívására, 1624-ben végleg hazatért. 1625-től Kassán, 1629-ben Kolozsvárt lakott. Újabb magyarországi tartózkodása során nagy szegénységben élt; utóbb egészen elfelejtették, és az új fejedelem, I. Rákóczi György sem fogta hathatósan pártját. 1634 januárjában elragadta a pestis; sírkövére a tudós Bisterfeld professzor latin nyelvű versét írták.

## Munkássága

### Szótára

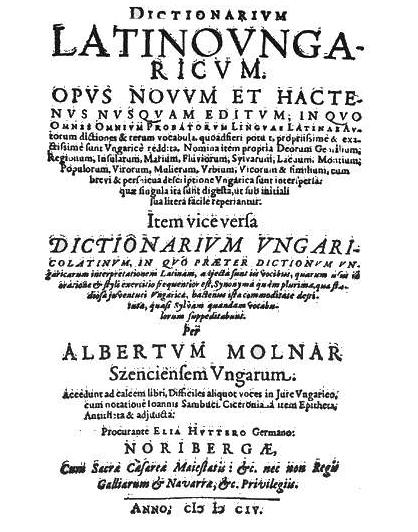
A latin–magyar szótár címlapja, 1604

Még kassai nevelő korában, Petrus Dasypodius (1490–1559) latin–német és német–latin szótárát forgatva merült fel benne a gondolat, hogy megkönnyítené a munkáját, ha a magyarok is rendelkeznének ilyen szótárral. Heidelbergi diák korában, amikor Sárospatakra hívták lektornak, egy tanárának elmondta, hogy fél az állástól, mert nincsenek megfelelő könyvei a tanításhoz, többek között szótár sem. Ekkor tanára arra biztatta, hogy írjon egyet. A következő indíttatást a straßburgi lelkésztől, Johannes Pappustól kapta, aki megkérdezte tőle, hogy létezik-e magyar nyelvű Biblia, illetve magyar–latin szótár. Végül 1603-ban Altdorfban kezdett neki a munkának. Műve az első betűrendes magyar szótár, előtte csak tematikus szójegyzékek léteztek.
Dasypodius latin–német szótárából indult ki, ezt összehasonlította több másik szótárral. Kiegészítette a szótárat saját jegyzeteivel, az 1583-ban megjelent Clusius–Beythe-féle latin–magyar növénytani Nomenclatura anyagával, mitológiai és földrajzi nevekkel. A szótár használatát megkönnyítendő, feltüntette a hangsúlyt, s a főnevek nemét. A megértést példákkal és részletes magyarázatokkal segítette, így enciklopédikus ismeretanyagot is közvetített, például számos irodalmi vagy tudományos műszónak írt meghatározást. (Az 1621-es kiadás latin–magyar részében mintegy háromszáz irodalomelméleti, retorikai és poétikai szakkifejezés található.) Miután öt hónap alatt végzett a munkával, elkezdte a magyar–latin szótár megírását is. Itt az első rész forrásain kívül számos magyar könyvet is használt, illetve emlékeire támaszkodott. Egy hónap alatt elkészült a második rész is, így 1604 januárjában megküldte a kéziratot a nürnbergi nyomdászoknak. Elias Hutter orientalista vállalkozott a kiadásra, és Szenczi Molnár hozzá költözött, hogy a javításokat elvégezze, illetve a nyomtatást felügyelje. A szótár nagyon kelendőnek bizonyult, így hamarosan megjelent a második és harmadik kiadás is (Hanau, 1611, illetve Heidelberg, 1621). A második kiadásban a latin–magyar rész latin–görög–magyarrá bővült, illetve számos közmondást illesztett be Baranyai Decsi János gyűjteményéből; a harmadik kiadás tovább növekedett terjedelemben, és egyre több szinonimát tartalmazott.
Szenczi Molnár Albert szótára átdolgozásokkal a 19. század közepéig használatban volt; sok irodalmi, tudományos műszónak nála olvassuk első magyar nyelvű meghatározását. Ezen a munkán alapultak később Pápai Páriz Ferenc és Bod Péter latin szótárai is, valamint a brassói Teodor Corbea Dictiones latinae cum valahica interpretatione című, az 1600-as évek végén szerkesztett latin–román szótára. A szótár jelentős hatást gyakorolt a magyar irodalmi és tudományos nyelv fejlődésére, egyrészt a nyelvi-stilisztikai eszközök bővítésével, másrészt az absztrakt gondolkodás kifejezéséhez szükséges szavak alkotásával.

### Nyelvtana

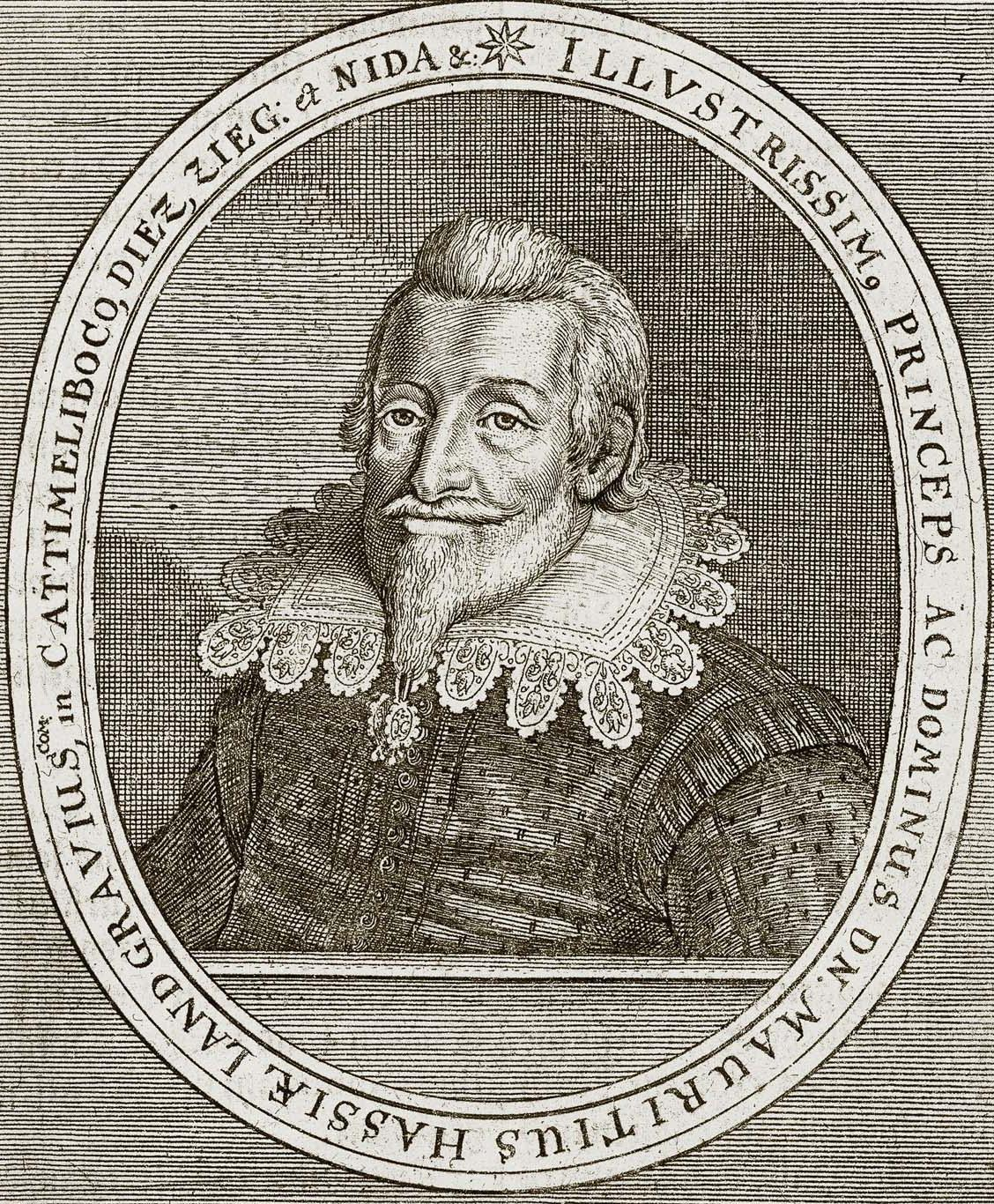
Móric hessen–kasseli tartománygróf

Latin nyelvű magyar nyelvtanát (Nova grammatica Ungarica) pártfogója, a nagy műveltségű (Könyves) Móric hessen–kasseli tartománygróf megbízására kezdte el írni 1607-ben. Mivel nem ismerte Sylvester János magyar nyelvtanát, kevés anyagra támaszkodhatott. Az általa ismert francia, német és cseh nyelvtankönyvek használata alig jelentett segítséget, a nyelvek eltérő logikája miatt. A grammatika felépítéséhez Petrus Ramus latin nyelvtanát választotta, utánozva Móric fejedelmet, aki maga is ezzel a módszerrel írt latin nyelvtankönyvet a hesseni iskolák használatára. A példákat a Károlyi-bibliából, Székely István Krónikájából és más magyar művekből vette; ezzel párhuzamosan a bibliakiadás hibáit is javítgatta. A munka így két évig tartott, a szerző saját megfogalmazása szerint: „bizony sokat verítékezett elmécském”. Az 1609 júniusában elkészült munkát a következő évben nyomtatták ki Hanauban.
Szenczi Molnár Albert nyelvtana kora tudományos színvonalának javát képviseli. Célja az volt, hogy idegenek számára lehetővé tegye a magyar nyelv elsajátítását, ezért a teljes nyelvtani rendszerezésre törekedett. A hangtan, alaktan mellett a mondattant is tárgyalja, és rendszerbe foglalja a magyar nyelv helyesírási és stilisztikai sajátosságait. Mivel a mű felépítése egy latin nyelvtan mintáját követi, a magyar nyelvet is a latin nyelvtani kategóriák szerint tárgyalja, így például a magyar igeragozást két külön fejezetben ismerteti, a latin deklinációnak, illetve a prepozíciós szerkezeteknek megfelelően. Fontos lépés az önálló magyar nyelvtan kialakulásához vezető úton, hogy a latinban nem létező eseteket is bevezet, például az eredményesetet mutativusnak nevezi.
Grammatikája az első olyan magyar nyelvtan, amely mondattannal együtt fennmaradt. Saját korában még Pázmány Péter dicséretét is kiérdemelte; a gyakorlatban a 18. század végéig kézikönyvként használták. Hatása kimutatható Pereszlényi Pál és Kövesdi Pál 17. századi és közvetetten Sajnovics János 18. század végi munkáiban is.

### Zsoltárfordításai

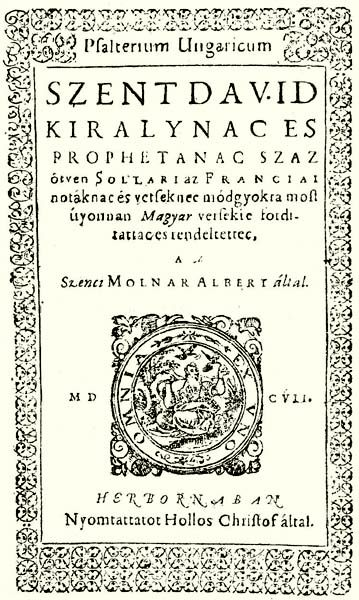
A Zsoltárok 1607-es kiadásának címlapja

Az indíttatást ehhez Heidelbergben kapta, ahol a Kázmér-kollégium napirendjéhez hozzátartozott a német nyelvű zsoltáréneklés. A protestáns istentiszteletnek lényeges eleme a nemzeti nyelvű egyházi ének; Luther és Kálvin egyaránt nagy fontosságot tulajdonított ennek. Részben Kálvin hatására jöttek létre Clément Marot és Béza Tódor francia nyelvű zsoltárfordításai, amelyeket Claude Goudimel és Loys Bourgeois dallamaira énekeltek. Az 1593-tól kezdve több kiadásban megjelent genfi zsoltárokat rövid időn belül német, latin, cseh, holland és magyar nyelvre is lefordították. Szenczi Molnár maga is énekelte Sztárai Mihály magyar nyelvű zsoltárait, de elégedetlen volt velük, mert „igen paraszt (eccerű) versekben vadnak foglalván, noha még az szent léleknek is kedves az versek szép egyező volta”, ezért elhatározta újbóli lefordításukat. Erre német és magyar barátai egyaránt biztatták, így végül altdorfi nevelősködése idején 1606. március 9-én nekifogott a munkának.
A fordítás során Ambrosius Lobwasser német nyelvű fordításának „vezető sinórját” követte, de a versformák tekintetében a francia eredetit is használta. Mivel francia tudása elmaradt a német mögött, munkájában Clémens Dubois lelkész is segítségére volt. Tekintve, hogy a zsoltárokhoz százharminc különböző dallam tartozik, az énekelhetőség végett Molnárnak ugyanazokat a strófaszerkezeteket kellett magyar nyelven is előállítania, amiknek a magyar költészetben eladdig nem volt előzményük. A debreceni kollégiumi évek alatt már verselgető Szenczi sikerrel oldotta meg ezt a feladatot, s ezzel hozzájárult a magyar nyelv funkcionalitásának kibővítéséhez.
A zsoltárok képi világában megjelennek Szenczi személyes tapasztalatai és érzései, a fordító láthatóan azonosul a szorongattatását panaszoló zsoltárköltővel. Ugyanakkor a hátteret a korabeli magyar mezőgazdaság és természet képei adják – olykor a szöveghűség rovására is. Így például „Az eszterág is fészkét ott rakja / Az jegenye fákon vagyon hajlékja” sorok német változatában az eszterág helyett Reiger, azaz kócsag, jegenye helyett Tanne, azaz fenyőfa szerepel.
A Zsoltároskönyv 1606. szeptember 23-án, hat és fél hónap alatt lett kész, de a fordítónak csak 1607-ben sikerült hozzá kiadót találnia, a herborni Christoph Raabe személyében. A könyvet 1100 példányban nyomtatták ki, és a kortársak nagy elismeréssel fogadták. Noha a magyar gyülekezetek eleinte idegenkedtek a szokatlan dallamoktól, a 17. század második felében széles körben elterjedtek. A Psalterium Szenczi Molnár életében háromszor, a 18. században mintegy harmincszor, háromszáz év alatt több mint százszor jelent meg; a reformátusokon kívül a lutheránusok, unitáriusok, sőt a ferencesek is használták. Hatása kimutatható a 17. századi román, valamint a 18. századi szlovák zsoltárfordításokon. A katolikusok ma is az ő szövegével éneklik az Éneklő Egyház című énekeskönyv 208. darabját; a Magyarországi Evangélikus Egyház ma használatos énekeskönyvében is több zsoltárfordítása szerepel.
A református énekeskönyv mind a mai napig a Szenczi Molnár Albert által fordított százötven zsoltárral kezdődik. Maga az énekeskönyv tartalmazza, hogy Szenczi nem egész száz nap alatt fordította le a zsoltárokat, és munkája végeztével ezt írta naplójába: „Laus viventi Deo – Dicsőség az élő Istennek!” A református énekeskönyv anyagának felülvizsgálatáról a zsinat 1937-ben határozott, a teljes énekanyag áttekintése és felülvizsgálata 1943 és 1948 közt történt meg. Az eredeti Szenczi-féle fordításokon csak annyit és ott változtattak, ahol a ritmikus dallamok és az énekbeli hangsúlyozás megkövetelte. Másfelől, némely zsoltárból egyik-másik verset elhagyták, azt az énekeskönyvben a vers sorszáma jelzi, szöveg azonban nem tartozik hozzá. Ennek okai: ha nagyon részletező, vagy más okból gyülekezeti használatra nem alkalmas vagy félremagyarázható volt az adott vers.

### Biblia-kiadásai

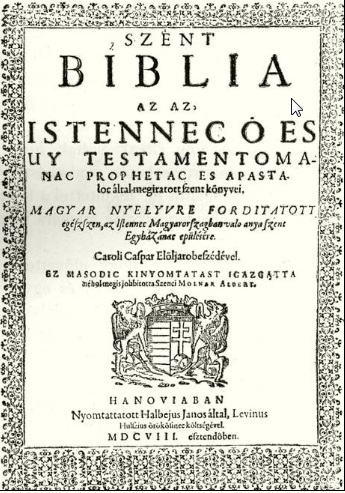
A hanaui biblia címlapja, 1608

Szenczi Molnár életében fontos szerepet játszott az, hogy fiatal korában – Károlyi Gáspár segítőjeként – tanúja lehetett a vizsolyi biblia fordításának és kinyomtatásának. Már 1601 előtt foglalkoztatta a bibliakiadás gondolata; németországi tartózkodása idején újabb ösztönzést jelentett a német nyelvű református Biblia-kiadás, az úgynevezett Piscator-Biblia megjelenése (1602). A feladatra minden vonatkozásban tudatosan felkészült: teológiai tanulmányai mellett gyakorlatot szerzett a nyomdai korrektori munkában is. Több úton-módon is igyekezett anyagi támogatókat szerezni a Biblia új kiadásához: 1599-ben feltehetőleg ezért utazott haza Magyarországra, később levélben tartotta a kapcsolatot a potenciális támogatókkal.
1607-ben aztán Móric hessen–kasseli tartománygróf megbízást adott neki egy magyar nyelvtan összeállítására, de hamarosan arra jutott, hogy a Biblia újra kiadása fontosabb a nyelvtannál, és ennek érdekében továbbra is biztosította Szenczi Molnár megélhetését. A herborni nyomdász, Cristophus Corvinus azonban nem mert belefogni a vállalkozásba, mert félt versenyezni egy feltételezett magyarországi új kiadással. A tartománygróf Kasselben, saját nyomdájában tervezte a kiadást, de végül hozzájárult ahhoz, hogy Pieter Brederode németalföldi követ támogatásával Hanauban jelenjen meg. Az új kiadásban Szenczi Piscator gyakorlatára támaszkodva különválasztotta az apokrif könyveket, amelyek Károlyinál még az Ótestamentumban szerepeltek; ezeket külön címlappal az Ó- és Újtestamentum közé illesztette. Amellett, hogy korrigálta az első kiadás nyomtatási fogyatékosságait, stilisztikai változtatásokat is végzett a Károlyi-féle szövegen, amelyek megfelelnek az egyidejűleg készült nyelvtankönyvben rögzített szokásoknak és szabályoknak. Az egyes fejezetekhez summázatokat írt, és nagy gondot fordított a konkordanciák, vagyis az azonos értelmű szöveghelyek jelölésére. Lényeges változás, hogy a negyedrét alakú hanaui biblia kisebb, mint elődje, megkönnyítve ezzel mindennapi használatát. A kötet tartalmaz egy Registromot, azaz egyes gyakran előforduló héber, görög és latin szavak és nevek jegyzékét, illetve függelékben közli a zsoltáros könyvet és a heidelbergi katekizmus kivonatát.
Mivel az 1608-as hanaui biblia ezerötszáz példánya mind elkelt, Szenczi Molnár új kiadást készített elő, ezúttal Oppenheimban. Alig másfél hónappal esküvője után, 1611. november 23-án kezdődtek el a nyomdai munkák, és 1612. április 3-ra készült el a teljes kötet. Ez még kisebb, nyolcadrét alakú volt, ami egyben a kiadvány árát is csökkentette: „hogy az utonjaro hivekis, mint egy kézben hordozó könyvel élhetnénec, és a' kevés költségüekis könnyeben szerit tehetnéc.” A helytakarékosság végett a hanaui kiadás lapszéli magyarázatai elmaradtak, a fejezetek summázatai is rövidebbek lettek; a függelékben viszont a teljes heidelbergi káté helyet kapott Szárászi Ferenc fordításában, tartalmazott továbbá templomi és házi imádságokat is. Az 1612-es oppenheimi kiadás annyira népszerű volt, hogy példányait már a megjelenés előtt előre lefoglalták. A kisebb alakú bibliák könnyen elterjedtek az egyháztagok körében, így 1621-ben Szenczi Molnár már ezt írhatta: „szép dolog, midőn a házi gazdának külső hivatalja szerint távollétében a gazdasszony a Sz. Bibliát cselédinek olvassa és azokkal is olvastatja”.

### Egyéb művei

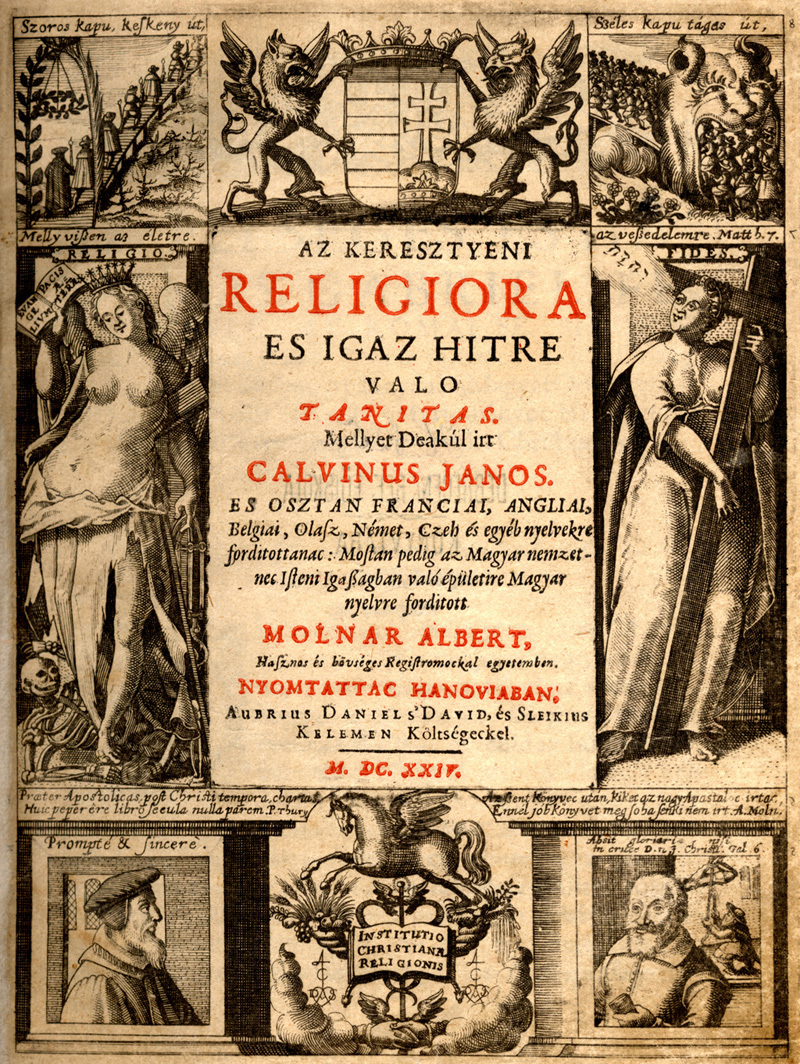
Az Institutio fordításának címlapja, 1624

Már 1607-ben lefordította a heidelbergi kátét, amely nem sokkal később kötelező tananyaggá vált a dunántúli iskolákban és a gyulafehérvári református kollégiumban. A szerző legjelentősebb egyházi munkái 1615 után keletkeztek. Szenczi több fordítást készített a kor német protestáns egyházi műveiből: 1617-ben jelent meg a Postilla Scultetica, 1618-ban a reformáció 100. évfordulója alkalmára írt Secularis concio evangelica, azaz Jubilaeus esztendei prédikáció, majd 1621-ben az Imádságos könyvecske. Előbbi kettő a heidelbergi udvari pap, Abraham Scultetus műve, utóbbit a korban közhasználatú Bullinger–Frisius-féle imakönyvből ültette át. Noha a puritán reformátusok ellenezték a könyvből való, kötött formulák szerinti imádkozást, azt elismerték, hogy az elmélkedések és írott imák segítik a gyengébb lelkeket. Szenczi Molnár Albert számára a korabeli imádságoskönyvek gyenge minősége jelentette az ösztönzést: „Midőn országunkban járván, kelvén, láttam volna a keresztyén atyafiak kezeknél egy nehány zavaros folyamatú imádságos könyveket, menten szándékom indult arra, hogy ... én is bocsássak valamelyet ki a mi hitünkön tanítóknak más nyelven írott, imádságos könyvei közül.” Irodalmi és nyelvi szempontból ezek kevésbé jelentősek, mint a korszerű barokk stílust alkalmazó katolikus munkák, mivel a fordító nem tudott túllépni a német alapanyag nehézkességén.
Szenczi Molnár Albert legnagyobb lélegzetű munkája Kálvin Institutiójának fordítása volt. A feladattal Bethlen Gábor bízta meg, de költségeit a fejedelem mellett Rákóczi György és számos más magyar főúr, illetve németországi és hollandiai gyülekezet állta. Az 1624-ben Hanauban megjelent, Bethlen Gábornak ajánlott könyv hatása azonban eléggé korlátozott volt: leginkább a teológiai képzettséggel rendelkezőket érdekelte, akik számára viszont nem jelentett nehézséget a latin kiadás olvasása sem. Ugyanakkor a fordítás érdeme, hogy a 16. századi magyar teológiai irodalom hagyományait felhasználva új filozófiai-teológiai szaknyelvet hozott létre.
Élete vége felé, Kolozsváron fordította le Georg Ziegler Discursus de summo bono (Értekezés a legfőbb jóról) című erkölcsfilozófiai munkáját, amely a keresztény teológiát ötvözte a sztoikus filozófia tételeivel. Az olvasmányos, számos példázatot tartalmazó mű tanulsága, hogy sem a testi élvezetek, sem a szerencse nyújtotta világi előnyök nem érnek fel a legfőbb jóval, vagyis a lélek nyugalmával, amit az ember Istenben lel meg.

### Műveinek listája

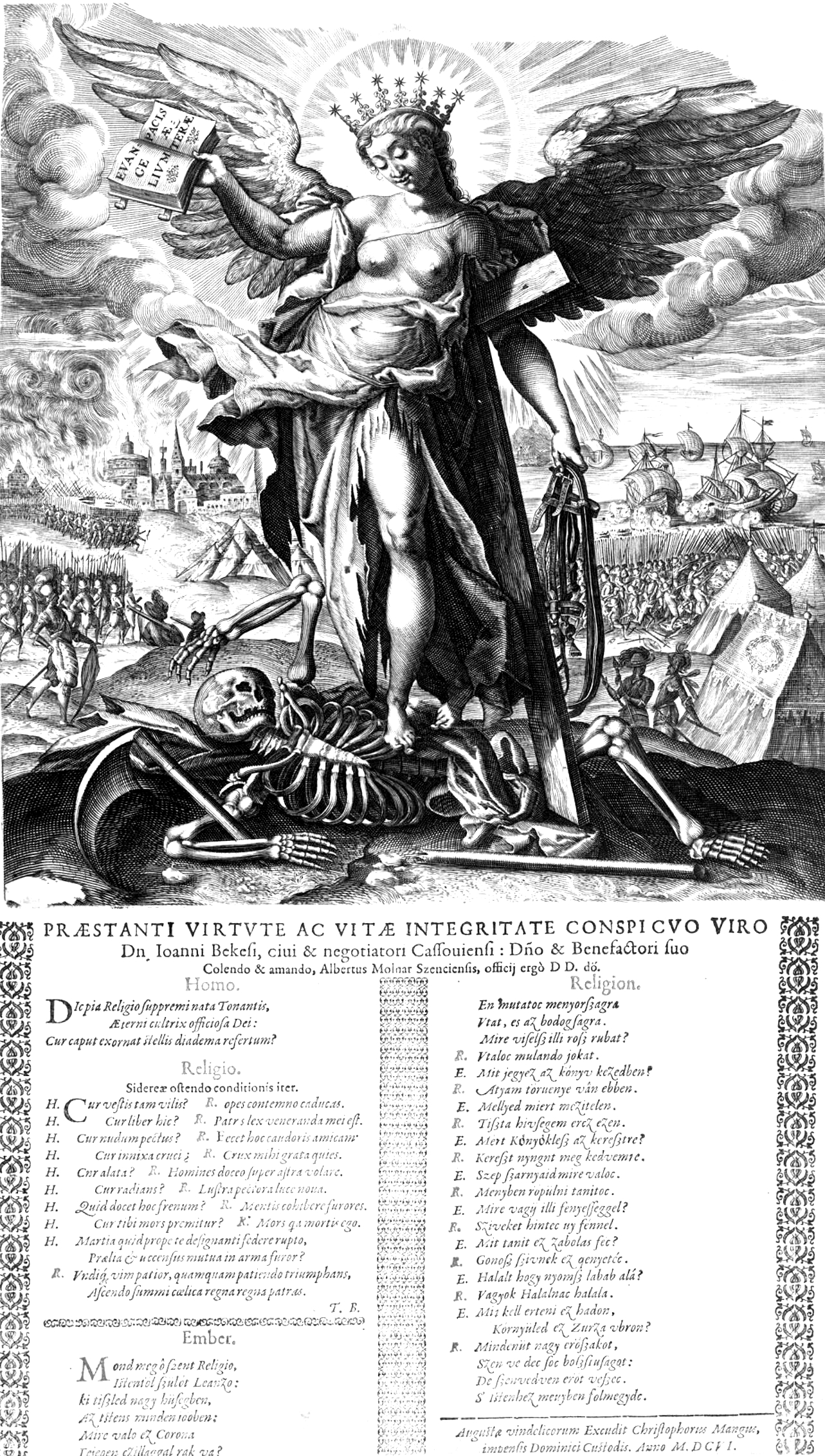
Az igaz Vallás portréja, Szenczi Molnár Albert 1606-os kiadású röpirata

- 'Αποϕτεγματα τϖν επτα Σοϕϖν. totidem heptastichis distributa… Heidelberg, 1599
- Tossanus Dániel Lelki iscola című művének magyar fordítása 1600 (kéziratban maradt)
- Elementa grammaticae Latinae… Nürnberg, 1604 (egy példánya sem ismeretes)
- Dictionarium Latinovngaricvm. Opvs novvm et hactenvs nvsqvam editvm, in qvo Omnes Omnivm Probatrvm Lingvae Latinae Avctorum dictiones & rerum vocabula, quoad fieri potuit, propriissime & exactissime sunt Vngaricè reddita. Nomina item propria Deorum Gentilium, Regionum, Insularum, Marium, Fluviorum, Sylvarum, Lacuum, Montium, Populorum, Virorum, Mulierum, Vrbium, Vicorum & similium, cum brevi & perspicua descriptione Vngarica sunt interspersa: quæ singula ita sunt digesta, ut sub initiali sua litera facile reperiantur. – Item vice versa Dictionarivm Vngaricolatinvm, in qvo præter dictionvm vngaricarum interpretationem Latinam, adjecta sunt iis vocibus, quarum usus in oratione & styli exercitio frequentior est, Synonyma quam plurima, quæ studiosæ juventuti Vngaricæ, hactenus ista commoditate destitutæ, quasi Sylvam quandam vocabulorum suppeditabunt. Noribergae, 1604
- Dictionarivm Vngarico-Latinvm. In vsvm et gratiam Vngaricæ pvbis methodo eadem, qua Latino-Vngaricum, summa diligentia concinnatum: in qvo præter dictionvm singvlarvm interpretationem propriam, adiecta sunt iis vocibus, quarum usus in oratione & styli exercitio frequentior est; Synonyma quam plurima, quæ inventuti Vngaricæ hactenus ista commoditate destitutæ, quasi sylvam quandam vocabulorum suppeditabunt. Noribergae, 1604
- Icon religionis. Augustae Vindelicorum, 1606
- Psalterium Ungaricum. Szent David Kiralynac es Prophetanac Szaz oetven Soltari az Franciai notáknac és verseknec módgyokra most úyonnan Magyar versekre fordittattac es rendeltettec, Herbornae, 1607. Lőcse, 1635
- Kis Catechismus, avagy az keresztyén hütnec részeiröl rövid kerdesekben es feleletekben foglaltatot tudomány, az mint sok tartományokban valo Egyházakban es Iskolákban szoktác tanitani az együgyöëket ès à gyermekeket. Szent Irasbéli mondasokkal, es Imadsagokkal egyetemben. Szedetöt az Haidelbergai öreg Catekismusbol. Herbornae, 1607
- Szent Biblia Az az: Istennec Ó es Uy Testamentomanac Prophetac es Apastaloc által megiratott szent könyvei. Magyar nyelvre forditatott egészszen, az Istennec Magyarorszagban valo anya szent Egyházánac epülésére. CAROLI CASPAR Elöljarobeszédével. Ez masodic kinyomtatast igazgatta néhol megis jobbitotta. Hanoviae, 1608
- Szent Davidnac Soltari, az Franciai notaknac és verseknec módgyokra Magiar versekre forditattac és rendeltettec. Hanoviae, 1608 (Jellemzően egybekötve a hanaui bibliával.)
- Analecta Aenigmatica, A… comportata… Herbornae; 1608 Amszterdam, 1650.
- Icon vere religionis. Augsburg, 1609
- Conspiratio Kendiana Transylvaniaca fordítása 1610 (kéziratban maradt)
- Novae Grammaticæ Ungaricæ succincta methodo comprehensæ, et perspicuis exemplaribus illustratæ Libri Duo. Ad Illustrissimum Principem ac Dn. Dn. Mauritium juniorem, Hassiæ Landgravium etc. Hanoviae, 1610
- Lexicon Latino-græco-hungaricum: Summâ collectum, adauctum & nunc recens excusum, In quo & propria nomina pro Studiosis orthographiæ Græcè sunt expressa, & appellativis synonyma Græca passim inspersa sunt non pauca: Vocivub verò positione et diphthongis carentibus, subjecti sunt versus veterum Poëtarum, quantitates syllabarum indicantes. item Dictiones Ungaricæ Singulari studio collectæ, Latinè conuersæ, in alphabeti ordinem digestæ, & tertia sui parte adauctæ, synonymisq'; Latinis locupletatæ: Quibus interspersa sunt usitatiora Proverbia Ungarica, cum adjectis æquipollentibus adagiis Latinis: quæ omnia sub initiali vel præcipua Prouerbii Ungarici voce facile reperientur. Hanoviae, 1611
- Dictiones Ungaricæ, Summo studio collectæ et Latinè conversæ, juxtaque ordinem literarum, prout scribi solent, digestæ, Nunc denuo diligenter emendatæ, plurimis vocibus, formulisq'ue loquendi Latinè redditis auctæ: & usitatioribus Proverbiis Ungaricis, cum latinis Adagiis æquipollentibus locupletatæ; quæ ad initialem vel præcipuam Adagionis Ungaricæ vocem facilè invenientur. Hanoviae, 1611 (külön címlappal)
- Szent Biblia Az az: Istennec Ó es Uy Testamentomaban foglaltatott egész szent Irás. Magyar nyelvre forditatott CAROLI GASPAR által. Ez kisded forman valo kinyomtatasnac, az Franciai notákra rendelt Soltar koenyvel eggyuett, utánna vettettec egyéb válogattot Psalmusoc, innepi Enekec, és szokott lelki diczéretec: az Palatinatusi Catechismussal, egyházi koenyoergéseknec ès Ceremoniaknac formáival egyetembe. Oppenheimium, 1612
- Szent Davidnac Soltari az Franciai notaknac es verseknec módgyokra Magyar versekre forditattac és rendeltettec Az SZENCZI MOLNAR ALBERT által. Egyéb régi szokott Psalmosockal és válogatott lelki énekeckel: Catechismussal, közönséges imátságoknac, és Egyházi ceremoniaknac formáival egyetemben. Oppenhemium, 1612. (Az oppehheimi Bibliával egy kötetben)
- Lusus Poetici Excellentium Aliquot Ingeniorum, mirifice exhibentes Neminem, Nihil, Aliquid, Omnia: Septem Nationes Europae. Item Apophthegmata Septem Sapientium Heptastichis Exposita. His adjecta est Oratio soluta de Lusibus Naturae, cum nonullis aliis. Quorum omnium Autores, seriem monstrabit pagine versa. Nunc primum in gratiam studiosorum conjunctim editi. Hanoviae, 1614
- Idea Christianorum Ungarorum Sub Tyrannide Turcica, Epistola quondam A Cl. V. Paulo Thurio… Nunc operâ Alberti Molnar… conjunctim edita. Oppenheim, 1616
- Postilla Scultetica: Az egesz esztendoe altal valo vasarnapokra es fö innepekre rendeltetet euangeliomi textusoknac magyarazattya. mellyben az igaz Tudománnac részei béfoglaltatnac, és az ellenkezoe tévoelgésec meghamissitatnac. Az egyigyue Keresztényeknec éppueletekre nyomtatásban kiboczáttatott; SCULTETUS ABRAHAM által; Az Rhenus vize mellékén regnálo Frideric Palatinus Hertzegnec Haydelbergaban Udvari foe Prédikátora által. Mellyet Németboel Magyar nyelvre forditott SZENCI MOLNAR ALBERT. Ez mellé adatott azon Autortól egy Uy esztendoei prédikátzo, az az: Historiai Tanitas az Istennec czudálatos dolgairol az oe anya szent Egyházánac reformálásában, terjesztésében és megtartásában, ez elmult száz esztendoekben. Psal. 119. v. 130. Uram, az te igédnec kinyilatkozása megvilágosit, és értelmet ád az egyigyűeknec. Oppenheimium, 1617
- Secularis Concio Euangelica; az az, Jubileus esztendei praedikatzo: Mellyben az Euangeliumnac ez eloett száz esztendoevel, isten kegelméboel, uyonnan kinyilatkoztarása, terjedése és megtartása oervendetes haláadással eloeszámláltatic és megdiczirtetik. Németuel praedicaltatott Haydelbergában, szép innepi szenteletben, az sz. Lélec nevoe oereg Egyházban, Mindszent Hónac 2. napján, 1617. esztendoeben: SCULTETUS ABRAHAM által. (Ez praedikatzo mellé adattac azon tanuságrul hat régi énekec.) E Germanico in Ungaricum sermonem conversa, et Serenissimo Transsylvaniæ Principi ac Domino, Dn. Gabrieli Bethlen, Siculorum Comiti etc. transmissa; Cvm Appendice Latina, de idolo lauretano, et horribili Papatus Rom. Idolomania, et Tyrannide; quibus subjunctæ Admonitiones Cl. V. P. P. Vergerii, S. Hulderici, et aliorum, Quorum nomina et rerum seriem versa pagina indicat. Oppenheimium, 1618
- Imadsagos Könyveczke, Mellyben szép Hálá adásoc és áhitatos Könyörgések vadnac: Kinec-kinec akarmelly rende, mindennemü állapattyában és szükségében, naponkint elmondásra hasznosoc és alkolmatosoc. Az igaz Religion valo Tanitóknac, és Martyroknac, az sz. Irás szerint szerzett uj és ó Könyveikböl szedettec. Mellyet Magyar nyelven uyonnan boczátott ki. Heidelberg, 1620
- Kereszteni Religiora es igaz hitre valo tanitas. Mellyet Deakul irt Calvinus Janos. Es osztan Franciai, Angliai, Belgiai, Olasz, Német, Czeh és egyéb nyelvekre fordítottanak: Mostan pedig az Magyar nemzetnek Isteni Igassagban való épületire Magyar nyelvre fordított… Hasznos és bövséges Registromockal egyetemben. Hanoviaban, 1624
- Consecratio Templi Novi, Az az, Az Uyonnan felepittetett Bekeczi Templumnac Dedicalása es megszentelésekor, sok fő népeknek, Nemes Vraknac, Tanítoknac es koz rendeknec gyülekezetiben, az 1625. Esztendönek elsö napján tétetött Praedicatiók; az Templom falaira es az Székekre feliratott Szent Irásbéli Könyörgésec es szép mondásoc; Ezec mellé adattac az ott tött Praedicatiockal egynihány egyenlő értelmű Praedicatióc. Mellyeknek Registruma ez Levélnec tullyan vagyon… Kassa, 1625
- Hivseges es idvösseges tanacz adás, Az olly Házasságról, melly két ellenkezö Religion való Személyec kôzôtt leszen. Mellyet Petrus Molinaeus Franciai nyelven irott, osztan Nemetböl Magyarra forditott. Kassa, 1625
- Egy keserűség-vigasztaló és egy igaz szeretetre oktató könyvecskéknek fordításai, 1629 (kéziratban maradt)
- Discvrsvs de svmmo bono, Az legfoeb iorol, mellyre ez vilag mindenkoron serényen és válóban vágyódik. Az Bibliai és Világi sokféle Historiákért és Példákért olvasásra kedves és hasznos. Ennekelőtte IOSQVINVS BETVLIEVS által Hanoviaban bocsattatot ki. Mellyet mostan némellyeknek kérésekré Magyarrá forditot. Lőcse, 1630 Kolozsvár, 1701.
- Szent Dávid király százötven zsoltára; Théodor de Bèze és Clément Marot francia verseiből ford. Szenczi Molnár Albert, sajtó alá rend. Kövendi Dénes, bev. Karácsony Sándor; Sylvester Ny., Bp., 1948
- Szenci Molnár Albert költői művei; sajtó alá rend. Stoll Béla, közrem. Csomasz Tóth Kálmán; Akadémiai, Bp., 1971 (Régi magyar költők tára, XVII. század)
- Szenci Molnár Albert válogatott művei; sajtó alá rend. Vásárhelyi Judit, bev. Tolnai Gábor, ford. Borzsák István et al.; Magvető, Bp., 1976
- Napló és más írások; vál., bev. Benkő Samu, ford. Borzsák István et al.; Kriterion, Bukarest, 1984 (Téka)
- Psalterium Ungaricum. Szent Dávid királynak és prófétának százötven zsoltári; szöveggond., utószó, jegyz. Győri János; Szépirodalmi, Bp., 1984
- Dictionarium Latinoungaricum; tan. Imre Mihály, fakszimile szöveggond. Kőszeghy Péter; Akadémiai, Bp., 1990 (Bibliotheca Hungarica antiqua)
- "Szorgos adósa vagyok hazámnak" avagy "Életemnek leírása"; összeáll. Zalabai Zsigmond; Lilium Aurum, Dunaszerdahely, 1993
- Imádságos könyvecske. Szenci Molnár Albert fordításában; vál., utószó P. Vásárhelyi Judit; Koinónia, Kolozsvár, 1999 (Praxis pietatis)
- "Tebenned bíztunk..."; szöveg Bod Péter, Lászlóffy Aladár, Jékely Zoltán, utószó Kovács Sándor Iván; Ister, Bp., 2000 (Ister magyar klasszikusok)
- Szenci Molnár Albert naplója; sajtó alá rend. Szabó András; Universitas, Bp., 2003 (Historia litteraria)